# Keine Grenzen-Żadnych granic
«Keine Grenzen-Żadnych granic» (traducción en español: "Sin Fronteras") – fue la canción de Polonia en el Festival de Eurovisión 2003, interpretada en alemán, polaco y ruso de Ich Troje.
La canción es una balada dramática, en la que los cantantes expresan su deseo de ser astronautas, mirando hacia abajo desde el espacio a la Tierra. Cantan que a partir de esa distancia es imposible ver las fronteras, las banderas y la guerra. El tema de la necesidad de la paz es subrayada por las letras en varios idiomas, no solo de Polonia sino con las lenguas de los dos estados vecinos que históricamente han luchado contra ese país. Al cierre de la votación, había recibido 90 puntos, ubicándose en 7º sobre un total de 26. Este fue el resultado de más éxito de Polonia, después del segundo puesto en su debut en 1994 con "To nie ja!", que fue cantada por Edyta Górniak.
- Datos: Q2690087